# داميان ريفيرا
داميان ريفيرا (بالإنجليزية: Damian Rivera)‏ هو لاعب كرة قدم أمريكي في مركز الوسط، ولد في 8 ديسمبر 2002 في كرانستون في الولايات المتحدة.

## وصلات خارجية
- داميان ريفيرا على موقع الدوري الأمريكي (الإنجليزية)
- داميان ريفيرا على موقع قاعدة بيانات كرة القدم.إي يو (الإنجليزية)
- داميان ريفيرا على موقع Soccerway.com (الإنجليزية)